# Von der Deckens sifaka
Von der Deckens sifaka (Propithecus deckenii) is een dagactieve maki uit het geslacht van de sifaka's (Propithecus). De wetenschappelijke naam van de soort werd voor het eerst geldig gepubliceerd door Wilhelm Peters in 1870. De soort is, net als alle maki's, endemisch in Madagaskar.

## Uiterlijke kenmerken
Een volwassen von der Deckens sifaka heeft een kop-romplengte van 42,5 tot 47,5 centimeter en een staartlengte van 50 tot 60 centimeter. Het gewicht ligt tussen de 3,5 en 4,5 kilogram. De vacht is crèmewit, soms met gele, zilvergrijze of lichtbruine tinten op de nek, schouders, ledematen en rug. Op de borst, buik en de binnenzijde van de ledematen is de vacht grijs tot zwart. De oren en het gezicht zijn onbehaard, waardoor de zwarte huid te zien is.

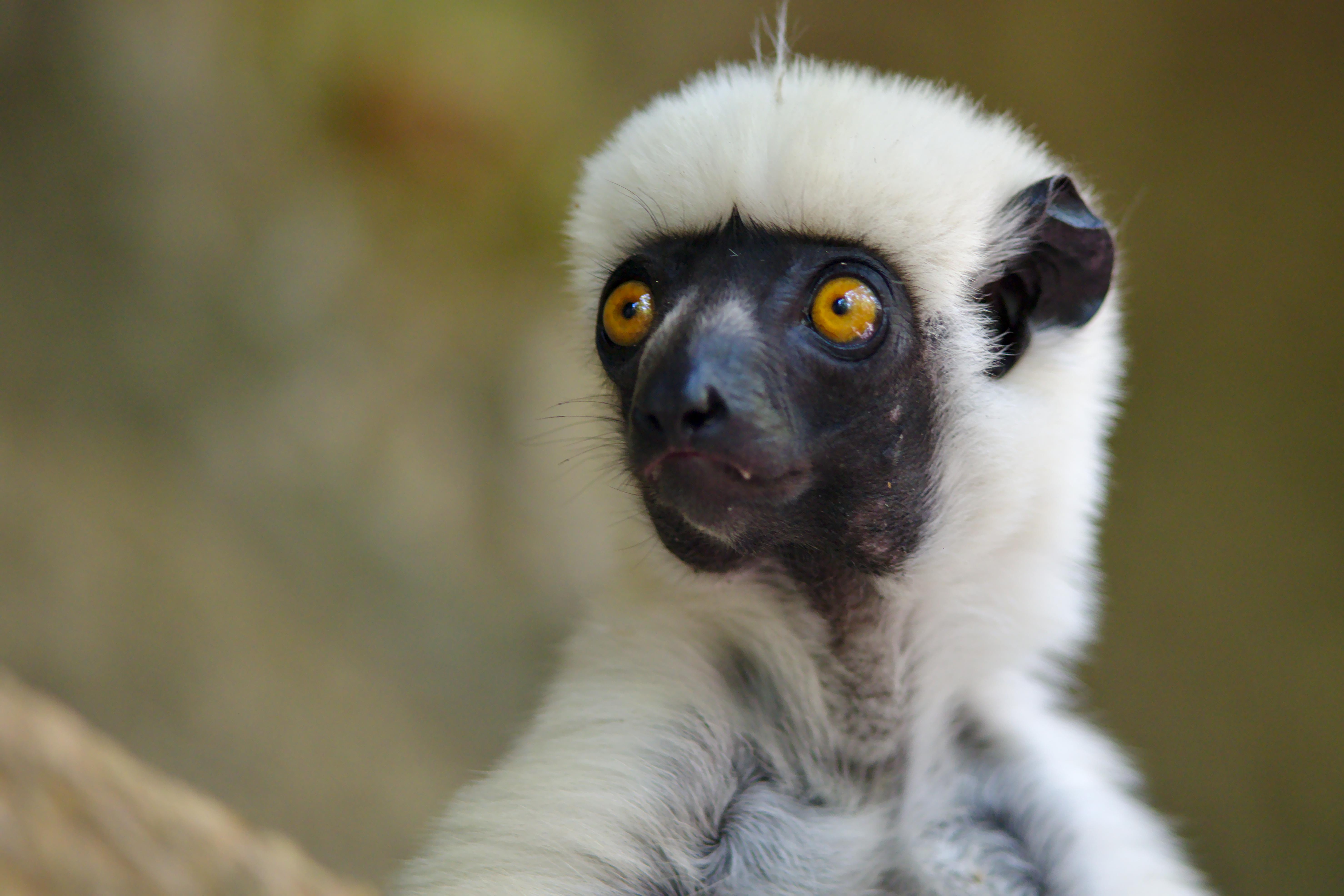

## Gedrag en levenswijze
Von der Deckens sifaka is een dagactieve maki en net als alle indriachtigen een herbivoor, zijn gewoontes komen sterk overeen met die van de verreauxsifaka (P. verreauxi). 's Ochtends neemt de sifaka een zonnebad, waarna hij een groot dagdeel besteed aan het zoeken naar voedsel, voornamelijk bladeren, fruit, zaden en bloemen. Von der Deckens sifaka leeft meestal in groepen van drie tot zes individuen, maar groepen van twee tot tien individuen zijn ook waargenomen.
Een typische eigenschap van von der Deckens sifaka is dat hij weinig schuw tegenover mensen is. Dit komt omdat hij in zijn gebied wordt beschermd door een lokale fady (taboe) en er derhalve weinig op hem wordt gejaagd.

## Verspreiding en habitat
Het verspreidingsgebied van von der Deckens sifaka ligt in het centrale westen van Madagaskar en bestaat voornamelijk uit gedegradeerde droge loofbossen. Het gebied wordt aan de noordzijde begrensd door de rivier de Mahavavy-Sud en aan de zuidzijde door de rivier de Manambolo. In het gebied ligt Tsingy de Bemaraha, een nationaal park waar von der Deckens sifaka vaak wordt aangetroffen.

### Bedreiging en beschermingsstatus
Von der Deckens sifaka komt in een aantal beschermde gebieden voor, waaronder drie nationale parken: Tsingy de Bemaraha, Baie de Baly en Tsingy de Namoroka. De voornaamste bedreiging van von der Deckens sifaka is vermindering van leefgebied. De bossen waarin hij leeft worden gedecimeerd door houtkap en brandlandbouw.
De status van von der Deckens sifaka is derhalve geklasseerd als 'bedreigd' (EN of Endangered) op de Rode Lijst van de IUCN. De CITES (een internationale overeenkomst over de handel in dieren en planten) heeft de sifaka opgenomen op hun lijst onder categorie I. Er zijn geen gegevens bekend over von der Deckens sifaka's in gevangenschap.

## Taxonomie
De wetenschappelijke naam van de soort werd in 1867 voor het eerst geldig gepubliceerd door de Franse ontdekkingsreiziger en natuuronderzoeker Alfred Grandidier. Hij beschouwde de sifaka als een ondersoort van de verreauxsifaka en noemde hem derhalve Propithecus verreauxi deckenii, naar de twee jaar daarvoor overleden Duitse ontdekkingsreiziger Karl Klaus von der Decken. Tegenwoordig is von der Deckens sifaka als eigen soort geklasseerd. De kroonsifaka (P. coronatus) werd lange tijd beschouwd als een ondersoort van de verreauxifaka en later van von der Deckens sifaka. Deze sifaka kreeg in 2007 de soortstatus.